# 伊藤哲寛
伊藤 哲寛（いとう てつひろ）は、北海道北見市生まれの精神神経科医 である。

## 略歴
- 1940年1月 北海道北見市生まれ[1]
- 1958年3月 北海道北見柏陽高等学校卒業
- 1964年3月 北海道大学医学部卒業[1]
- 1965年4月 医師免許証
- 1970年4月 北海道大学医学部文部教官
- 1971年4月 北海道立緑ケ丘病院医長[2]
- 1974年7月 北海道立緑ケ丘病院副院長[3]
- 1984年7月 北海道立緑ケ丘病院付属音更リハビリテーションセンター所長[4]
- 1989年8月 北海道立緑ヶ丘病院長[5]
- 1994年9月 日本病院・地域精神医学会評議員（～2012）
- 1998年5月 精神病院特別部会会長（～2002）
- 1999年2月 公衛審　精神保健福祉部会委員（～2001）
- 2001年4月 日本社会精神医学会理事（～2008）
- 2002年4月 北海道立精神保健福祉センター所長
- 2002年6月 全国自治体病院協議会精神科特別部会顧問
- 2002年10月 日本弁護士連合会刑事法制委員会助言者
- 2003年5月 日本精神神経学会評議員（～2009）　同会理事（～2006）
- 2003年9月 精神保健従事者懇談会代表幹事(～2009)
- 2004年1月 日本障害者リハビリテーション協会評議員（～2006）
- 2005年3月 北海道職員定年退職
- 2005年4月 北海道立緑ケ丘病院（特別職非常勤～2009.3）
- 2007年9月 北海道立紋別病院（現広域紋別病院）（非常勤嘱託医～2016.3）
- 2009年5月 北見赤十字病院（非常勤職員～2020.6）
- 2021年5月 北海道北見市にて死去[要出典]

## 歴任
公衆衛生審議会委員、全国自治体病院協議会常務理事、日本精神神経学会理事、日本病院・地域精神医学会評議員、日本弁護士刑事法制委員会助言者

## 人物

### 精神保健福祉法
伊藤は、精神保健福祉法の立法趣旨が精神障害者をできるだけ迅速に収容し「医療と保護」を行うところにあり、「医療を受ける者の利益の保護及び良質な医療を提供する」ことを立法趣旨とする医療法と根本的に異なると指摘し、精神医療法制の改革には，最終的に精神保健福祉法を廃止することまでを視野に入れて可能なところから変えていく長期的な戦略が必要であると述べている。

### 趣味
ハリウッド系でなく東ヨーロッパなど小さな国の映画とクラシック音楽の鑑賞が趣味であるという。

## 著書、論文
統合失調症、リハビリテーション、集団精神療法、精神保健医療福祉政策、医療観察法などに関する著書、論文がある。

## テレビ
- NHK教育テレビ 福祉ネットワーク

　　　こころの相談室シリーズ　精神障害第1、2回 Ｑ＆Ａあなたの悩みに答えます(2005年7月5日、12日放送)
- NHK総合テレビ クローズアップ現代

　　　精神科病床が住居に？ 長期入院は減らせるか(2014年7月24日放送)